# Atyria subdichroa
Atyria subdichroa är en fjärilsart som beskrevs av Paul Dognin 1900. Atyria subdichroa ingår i släktet Atyria och familjen mätare. Inga underarter finns listade i Catalogue of Life.